# Dalibor Havelka
Dalibor Havelka (* 27. Juli 2000) ist ein tschechischer Bobfahrer.

## Karriere
Von der Leichtathletik kam Dalibor Havelka zur Saison 2022/23 zum Bobsport, wo er als Anschieber aktiv ist. Sein internationales Debüt gab er am 17. November 2022 beim Zweierbob-Europacup-Wettbewerb auf der Lillehammer Olympiske Bob- og Akebane. Bei dem Wettbewerb belegte er gemeinsam mit Pilot Dominik Dvořák den 13. Platz. Zwei Tage später gab er sein Debüt bei einem Viererbob-Wettbewerb, dabei agierte er gemeinsam mit David Bureš und Jáchym Procházka als Anschieber von Dominik Dvořák. Gemeinsam beendete man den Wettbewerb auf dem neunten Platz. Einen Tag später belegte man beim zweiten Viererbob-Wettbewerb in Lillehammer in gleicher Besetzung den fünften Platz. Am 15. Januar 2023 gab Dalibor Havelka sein Debüt als Anschieber im Bob-Weltcup. Neben Aleš Svoboda und Luboš Kopřiva fungierte er als Anschieber von Adam Dobeš. Gemeinsam belegten sie bei dem Wettbewerb auf der Rennschlitten- und Bobbahn Altenberg den 11. Platz.

## Sonstiges
Er ist mit der slowakischen Bobfahrerin Patrícia Tajcnárová liiert.